# Jaroslava Krejsová
Jaroslava Krejsová (née le 11 janvier 1937 à Nový Dvůr) est une écrivaine tchèque et chercheuse sur les marches de la mort dans la région de Volary.

## Biographie
Jaroslava Krejsová est née dans une famille vivant dans le village de Nový Dvůr près de Vimperk. En 1946, sa famille déménage à Volary, où elle fréquente l'école primaire. Elle est ensuite diplômée de l'école de commerce de Vimperk puis travaille comme technicienne et commerciale dans les usines de bois de Vimperk. Elle a deux enfants et quatre petits-enfants.

## Vie professionnelle

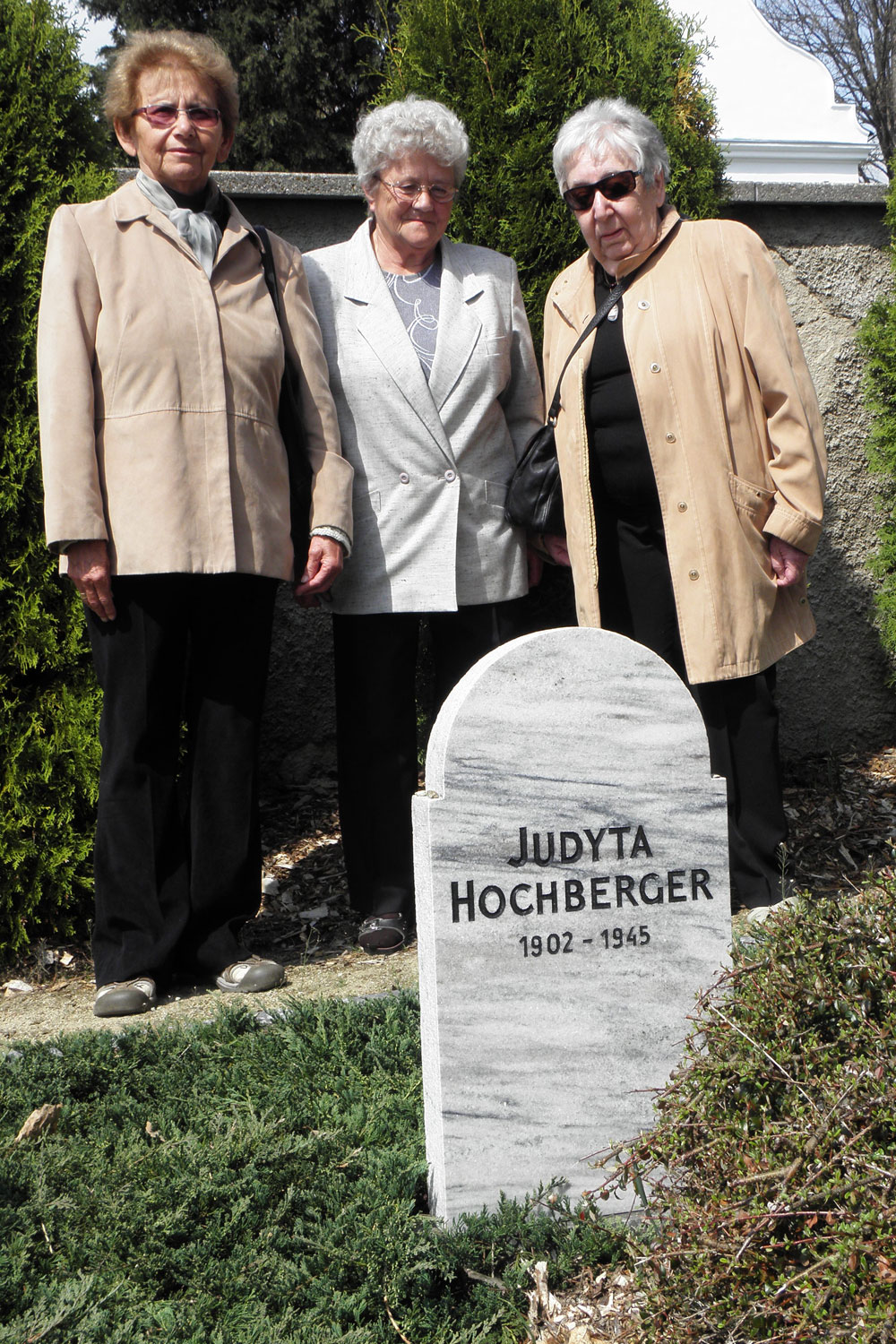
Au cimetière de Vorary

En 2008, elle a publie le livre La mort est passée par Volary (Přes Volary přešla smrt) qui répertorie plusieurs des marches de la mort qui ont eu lieu à Volary. Elle entretenait plusieurs tombes du cimetière local avec d'autres jeunes sans se douter qu'il y avait là 95 victimes de la marche de la mort de Helmbrechts. Elle s'intéresse au sort de ces femmes en 1955 après la rencontre d'une participante directe de cette marche Mme Halina Tenglerová. Elle a ensuite rencontré d'autres survivants de cette marche qui vivent dans en Bohême du sud et a comparé leurs témoignages avec des documents d'archives.
Avec son petit-fils Zdeněk Krejsa, elle a fondé l'association civique KreBul o.p.s qui organise, par exemple, des conférences dans les écoles, des rencontres avec des témoins et des visites touristiques dans les camps de concentration. L'association a progressivement élargi ses activités et s'occupe d'éducation civique, de formation pour adultes et des activités de loisirs pour les jeunes avec des bénévoles  ou les échanges internationaux. 

### Distinctions
En octobre 2018, Jaroslava Krejsová et Zdeněk Krejsa ont reçu un prix du ministère de la Défense de la République tchèque pour l'entretien des tombes de guerre.